# 菅野彰
菅野 彰（すがの あきら、2月2日 - ）は日本の小説家。福島県出身。福島県在住。血液型はO型。

## 人物・来歴
漫画原作者、小説家、エッセイスト、脚本家。エッセイは日常の出来事を題材にしたものや、体験レポートなどのノンフィクションが多い。
現在、隔月刊の漫画雑誌「ウィングス」でエッセイ『必ずあなたの役に立つ海馬』を連載。「小説ウィングス」でエッセイ『非常灯は消灯中』を連載。WEBでエッセイ『会津「呑んだくれ屋」開店準備中』を連載している。
友人の中によしながふみがおり、よしながの作品『愛がなくても喰ってゆけます。』に出てくる「アメ車とあだ名される女」は菅野がモデルである（菅野本人が認めている）。

## 作品リスト

### 小説
- 毎日晴天! （徳間書店キャラ文庫、イラスト：二宮悦巳）
- 竜頭町三丁目まだ四年目の夏祭り  毎日晴天！外伝 （徳間書店二宮悦巳）
- 竜頭町三丁目帯刀家の徒然日記　毎日晴天！番外編 （徳間書店二宮悦巳）
- 野蛮人との恋愛 （徳間書店キャラ文庫、やしきゆかり）
  1. 野蛮人との恋愛
  2. ひとでなしとの恋愛
  3. ろくでなしとの恋愛
  4. ろくでなしとひとでなしとその息子の二年後（Ｃｈａｒ＠　vol.27）
  5. ろくでなしとひとでなしとその息子の九年後（Ｃｈａｒ＠　vol.28）
- 高校教師、なんですが。 （徳間書店キャラ文庫、山田ユギ）
- かわいくないひと （徳間書店キャラ文庫、葛西リカコ）
- 1秒先のふたり （徳間書店キャラ文庫、新藤まゆり）
- 愛する （徳間書店キャラ文庫、高久尚子）
- いたいけな彼氏 （徳間書店キャラ文庫、湖水きよ）
- 成仏する気はないですか？（徳間書店キャラ文庫、田丸マミタ）
- 屋上の暇人ども （新書館ウィングス文庫、架月弥）
  1. 屋上の暇人ども
  2. 一九九八年十一月十八日未明、晴れ。
  3. 恋の季節
  4. 先生も春休み
  5. 修学旅行は眠らない（上・下巻）
- おおいぬ荘の人々（全7巻、新書館ディアプラス文庫、南野ましろ、共著：月夜野亮）
- 眠れない夜の子供 （新書館ディアプラス文庫、石原理）
- 愛がなければやってられない （新書館ディアプラス文庫、やまかみ梨由）
- 17才 （新書館ディアプラス文庫、坂井久仁江）
- 恐怖のダーリン （新書館ディアプラス文庫、山田睦月）
- 青春残酷物語 （新書館ディアプラス文庫、山田睦月）
- なんでも屋ナンデモアリ アンダードッグ　1・2 （新書館ディアプラス文庫、麻生海）
- 小さな君の、腕に抱かれて （新書館ディアプラス文庫、木下けい子）
- レベッカ・ストリート（新書館ディアプラス文庫、珂弐之ニカ）
- 泣かない美人（新書館ディアプラス文庫、金ひかる）
- おまえが望む世界の終わりは（新書館ディアプラス文庫、草間さかえ）
- 華客の鳥（新書館ディアプラス文庫、珂弐之ニカ）
- 色悪作家と校正者の不貞 （新書館ディアプラス文庫、麻々原絵里依）
- 色悪作家と校正者の貞節 （新書館ディアプラス文庫、麻々原絵里依）
- 色悪作家と校正者の純潔 （新書館ディアプラス文庫、麻々原絵里依）
- 色悪作家と校正者の多情 （新書館ディアプラス文庫、麻々原絵里依）
- 色悪作家と校正者スピンオフ　ドリアン・グレイの激しすぎる憂鬱 （新書館ディアプラス文庫、麻々原絵里依）
- HARD LUCK 1-5 （新書館ウィングス・ノヴェル、イラスト：松崎司）
- HARD LUCK 1-5 （新書館ウィングス文庫、イラスト：峰倉かずや）
- モダン・タイムス 1-3 （新書館ウィングス・ノヴェル、イラスト：1：西炯子 2・3：今市子）
- 木蘭の櫂 沙棠の舟―モダン・タイムス欄外 （新書館ウィングス・ノヴェル、イラスト今市子）
- 肩越しの空　天上の光（エニックス、イラスト：今市子）
- 北へ100マイル南へ101マイル（新書館、イラスト：かわかみじゅんこ）
- あした咲く花　新島八重の生きた日々（イースト・プレス、イラスト：フクハラヒロシゲ）
- 僕は穴の空いた服を着て。（河出書房新社、イラスト：川野）
- 硬い爪、切り裂く指に明日（河出書房新社、イラスト：川野）
- シェイクスピア警察　マクベスは世界の王になれるか（集英社、イラスト：THORES柴本）

### エッセイ
- 海馬が耳から駆けてゆく 1-5 （新書館ウィングス文庫、イラスト：南野ましろ、加倉井ミサイル(2のみ)）
- 帰ってきた海馬が耳から駆けてゆく 1-5(新書館、イラスト：南野ましろ）
- 不健全な精神だって健全な肉体に宿りたいのだ 1-3 （イースト・プレス）
- あなたの町の生きてるか死んでるかわからない店探訪します （新書館、共著：立花実枝子）
- ベトナムよちよち歩き （イースト・プレス、共著：月夜野亮、雁須磨子）
- 女に生まれてみたものの （河出書房新社）
- 女に生まれてみたものの （新書館ウィングス文庫、イラスト：雁須磨子）
- 晴れ時々、生ビール（コスミック出版）
- 雨が降っても、生ビール（コスミック出版）
- 居酒屋に半カレー（オークラ出版）
- おうちごはんは適宜でおいしい（徳間書店）

### 漫画原作
- 毎日晴天!シリーズ （徳間書店Chara、漫画：二宮悦巳）
- 恋愛映画のように、は （新書館ウィングスコミックス、漫画：山田睦月）
- デコトラの夜 全2巻、(新書館ウィングスコミックス、漫画：山田睦月)
- 負け犬のなんでも屋 （角川書店あすかコミックスCL-DX、漫画：麻生海）
- なんでも屋ナンデモアリりたーんず （新書館ウィングスコミックス、漫画：麻生海）
- 夜を走り抜ける全2巻（オークラ出版、enigma、漫画：湖水きよ）
- 闇に哭く光 Undercover Cop 上下巻、(オークラ出版アクアコミックス、漫画：こいでみえこ）
- ぼくのワンピース上下巻（新書館、新書館ウィングスコミックス、漫画：山田睦月）

### ドラマCD脚本
- 負け犬の食卓 （角川書店）
- 負け犬のなんでも屋 （角川書店）
- Chara CDコレクション 毎日晴天！（ムービック）
- Chara CDコレクション 子供は止まらない 毎日晴天!2（ムービック）
- Chara CD コレクション 花屋の二階で 毎日晴天!3 （ムービック）
- Chara CD Collection 子供の言い分 毎日晴天!4（ムービック）
- Chara CD Collection 竜頭町三丁目 帯刀家の迷惑な日常 毎日晴天!5  （ムービック）
- Chara CD Collection 子供たちの長い夜 毎日晴天!6（ムービック）

### 戯曲
- 中屋敷法仁 リーディングドラマ「朝彦と夜彦1987」（2015年10月、赤坂RED/THEATER）
- Alone With Vol.3「エデンの東の、そのまた東」 （2017年9月-10月、吉祥寺RJGB）
- GORCH BROTHERS Reading THEATER vol.1 「朝彦と夜彦1987」（2019年8月、シダックスカルチャーホールA）
- 「エデンの東の、そのまた東」 （2020年4月28日、YouTube配信上演）
- 「エデンの東の、そのまた東」 （2020年8月、Vimeo配信）
- 「朝彦と夜彦1987」(2020年8月22日、audiobook)
- GORCH BROTHERS Reading THEATER vol.2 「朝彦と夜彦1987」（2020年12月、六本木トリコロールシアター）